# Naseem Shah (Cricketspieler)
Naseem Abbas Shah (* 15. Februar 2003 in Lower Dir, Pakistan) ist ein pakistanischer Cricketspieler, der seit 2019 für die pakistanische Nationalmannschaft spielt.

## Kindheit und Ausbildung
Shah war ursprünglich als Teil der pakistanischen Vertretung bei der ICC U19-Cricket-Weltmeisterschaft 2020 geplant, wurde jedoch vor dem Turnier zurückgezogen, da er in der Seniorenmannschaft benötigt wurde.

## Aktive Karriere
Mit 15 Jahren machte Shah sein Debüt im First-Class Cricket für Zarai Taraqiati Bank Limited. Jedoch war die Saison von einer Rückenverletzung geprägt, die verhinderte, dass er in der Pakistan Super League spielen konnte. Ein Jahr später gab er dann im November 2019 in Australien sein Debüt im Test-Cricket für die pakistanische Nationalmannschaft. Bei der folgenden Tour gegen Sri Lanka erzielte er sein erstes Five-for, als ihm 5 Wickets für 31 Runs gelangen und damit den Seriensieg sicherte. Bei der folgenden Tour gegen Bangladesch gelangen ihm 4 Wickets für 26 Runs im ersten Test, wobei er ein Hattrick erzielte und als Spieler des Spiels ausgezeichnet wurde. Er war zu dem Zeitpunkt der jüngste Spieler dem ein Test-Hattrick gelang. Daraufhin spielte er bei der Pakistan Super League 2020 für die Quetta Gladiators, musste jedoch nach einer Fußverletzung Teils beim Turnier aussetzen.
Im Dezember 2020 gelangen ihm in Neuseeland 3 Wickets für 55 Runs. Kurz darauf verpasste er Tests auf Grund einer Oberschenkelverletzung. Im Sommer verlor er auf Grund von Bedenken über seine Leistungen und seine Fitness seinen Vertrag mit dem pakistanischen Verband. Nachdem Haris Rauf für die Tour gegen Australien im März 2022 ausgefallen war, rückte Naseem in den Kader nach. Dabei erreichte er dann im dritten Test 4 Wickets für 58 Runs. Im Sommer spielte er für Gloucestershire in der englischen County Championship 2022, zog sich jedoch dabei im ersten Spiel eine Schulterverletzung zu und musste einen Monat aussetzen. Kurz darauf erhielt er dann wieder einen Vertrag mit dem pakistanischen Verband. Daraufhin erreichte er dann in Sri Lanka 3 Wickets für 58 Runs. Auch wurde er nun für das ODI-Team berücksichtigt. In den Niederlanden erreichte er bei seinem Debüt 3 Wickets für 51 Runs und konnte in seinem dritten Spiel 5 Wickets für 33 Runs erzielen, wofür er als Spieler des Spiels ausgezeichnet wurde. Beim Asia Cup 2022 gab er dann auch sein Debüt im Twenty20-Cricket gegen Indien. Mit 14* Runs im entscheidenden Spiel gegen Afghanistan sorgte er bei dem Turnier für den Finaleinzug Pakistans. Dem folgte eine Nominierung für den ICC Men’s T20 World Cup 2022, bei dem er insgesamt drei Wickets erzielte.